# Conrath
Conrath – wieś w Stanach Zjednoczonych, w stanie Wisconsin, w hrabstwie Rusk.